# Eclipse (アルルカンの曲)
「Eclipse」は、日本のヴィジュアル系バンドアルルカンの1枚目のシングル。

## 概要
シングルは、【TYPE:A】と【TYPE:B】の2形態で発売された。【TYPE:A】のDVDには「Eclipse」-PV-が収録されている。

## 収録曲

### TYPE:A

#### CD
1. Eclipse
2. 像

#### DVD
- 「Eclipse」-PV-

### TYPE:B

#### CD
1. Eclipse
2. 像
3. ナミダノアト